# Scheichenspitze
Die Scheichenspitze (2667 m ü. A.) ist ein Gipfel des Dachsteinmassivs in der Steiermark.

## Lage

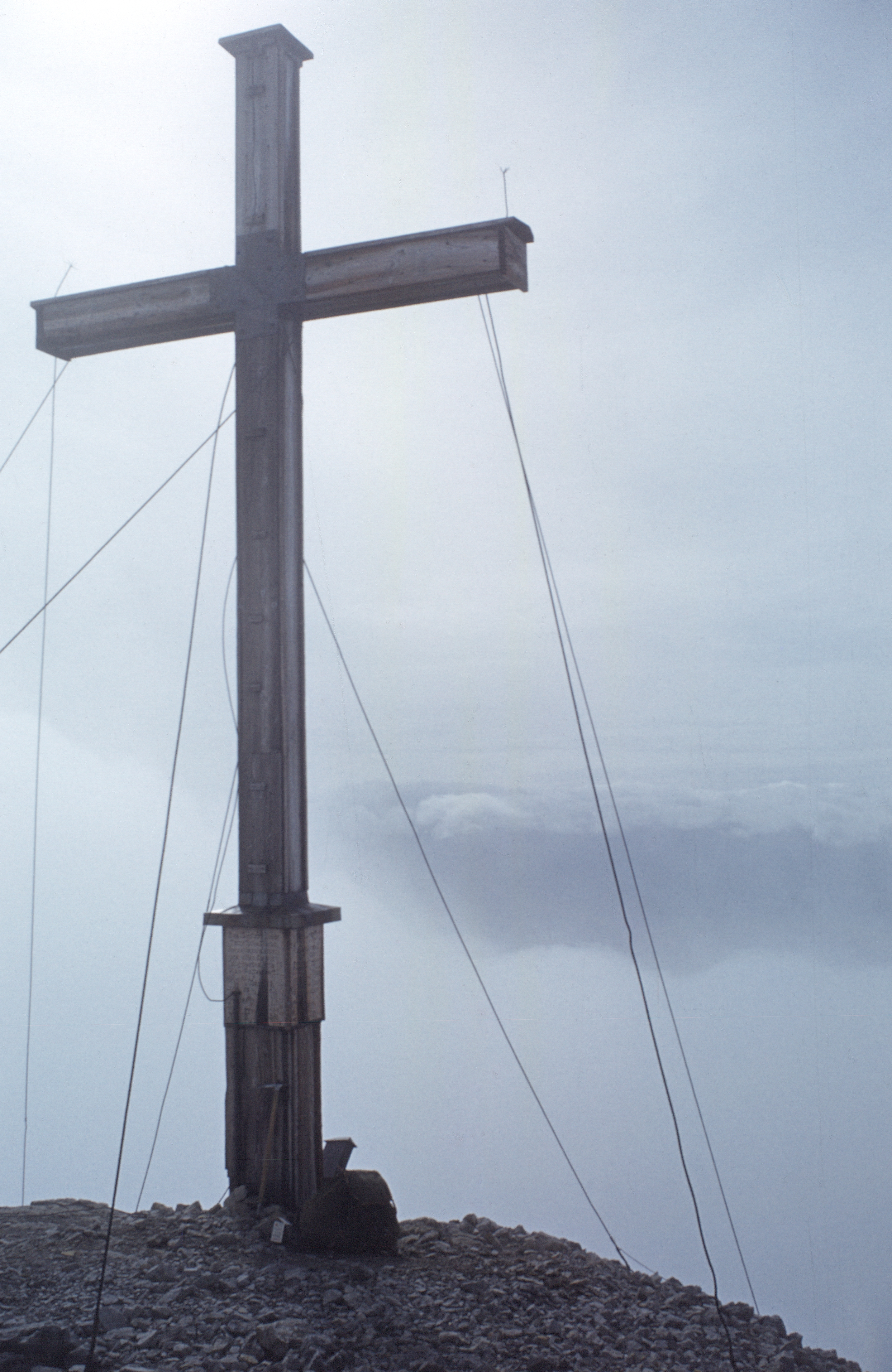
Gipfelkreuz der Scheichenspitze (1957)

Die Scheichenspitze erhebt sich gut drei Kilometer nördlich der Hauptsiedlung der Gemeinde Ramsau am Dachstein. Als südlichster Hochgipfel des Dachsteingebirges steht sie unmittelbar über dem Hochplateau der Ramsau und wird daher auch als deren „Hausberg“ bezeichnet. Nach Süden erstrecken sich von der Gamsfeldspitze im Westen, der Scheichenspitze und der Hohen Rams im Osten drei Felsarme, die die beiden Kare „Fluder“ im Westen und „Eiskar“ im Osten einschließen. Südlich erhebt sich der Scheichenkoppen (2251 m ü. A.), ein Vorgipfel der Scheichenspitze.
Das große Gipfelkreuz wurde am 15. August 1931 geweiht.

## Anstiege
Am einfachsten ist die Scheichenspitze auf einem markierten alpinen Steig vom Landfriedsattel im Norden zu besteigen.
Wesentlich anspruchsvoller ist der 1986 errichtete Ramsauer Klettersteig, der in Ost-West-Richtung von der Gruberscharte auf die Hohe Rams führt und dann auf dem langen Grat über die Scheichenspitze, den Schmiedstock sowie den Hohen Gamsfeldspitz bis zur Edelgrießhöhe verläuft. „Aufgrund der hochalpinen Lage, der sportlichen Routenführung und der Länge des Steiges ein nicht zu unterschätzendes Unternehmen, das für Ungeübte und nicht schwindelfreie Berggeher ungeeignet ist.“
Der Anstieg vom Guttenberghaus 2 Kilometer östlich des Gipfels erfordert 2 bis 2½ Stunden.